# Kiryas Joel
Kiryas Joel (auch Kiryas Yo'el oder KJ, hebräisch קרית יואל, „Stadt des Joel“) ist ein Village innerhalb der Gemeinde Town of Palm Tree im Orange County im US-Bundesstaat New York. Die überwiegende Mehrheit der Einwohner sind chassidische Juden, die streng nach den Regeln der Tora und ihren Geboten leben und der weltweit verbreiteten Satmar-Bewegung angehören.
Die Gemeinde Palm Tree ist zum 1. Januar 2019 durch Teilung der Gemeinde Town of Monroe entstanden, zu der Kiryas Joel als südlicher Ortsteil zuvor gehört hatte. Der von den Bürgern in beiden Gemeindeteilen gewünschten Abspaltung waren erheblichen Spannungen vorausgegangen.
Die meisten Einwohner sprechen Jiddisch als Muttersprache. Das Village hat das jüngste Durchschnittsalter (15 Jahre) aller Ansiedlungen mit über 5000 Einwohnern in den Vereinigten Staaten. Die jüdischen Einwohner von Kiryas Joel haben typischerweise große Familien, wie es auch bei anderen charedischen und orthodoxen jüdischen Gemeinden oft der Fall ist. Des Weiteren hat der Ort den höchsten Anteil an Einwohnern ungarischer Herkunft in den Vereinigten Staaten: Im Jahr 2000 hatten 18,9 % der Bevölkerung ungarische Vorfahren.
Volkszählungsdaten von 2008 zufolge hat das Village die höchste Armutsquote des Landes: Mehr als zwei Drittel der Bewohner leben unterhalb der Armutsgrenze der USA; 40 % bekommen Lebensmittelmarken (food stamps). Die (statistische) Armut führt allerdings nicht zu einer Verelendung, sondern wird durch den engen Zusammenhalt der Gemeinschaft aufgefangen. So gibt es beispielsweise keine Obdachlosigkeit.

## Geschichte

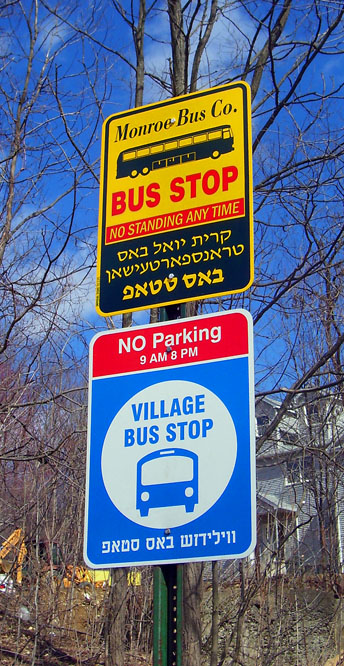
Schild einer Bushaltestelle mit englischen und jiddischen Hinweisen in Kiryas Joel

Kiryas Joel ist benannt nach Rabbi Joel Teitelbaum, der Rebbe von Satmar und Antriebskraft hinter dem Projekt war. Teitelbaum half selbst wenige Jahre vor seinem Tod 1979 bei der Auswahl des Standortes für das zukünftige jüdische Dorf. Der Rabbi, ursprünglich aus Ungarn stammend, baute die Satmar-Dynastie in den Jahren nach dem Zweiten Weltkrieg wieder auf; die Satmarer, die Kiryas Joel gründeten, stammten aus Satu Mare in Rumänien.
Im Jahr 1946 siedelten sich Teitelbaum und seine Gefolgsleute im Stadtviertel Williamsburg des New Yorker Bezirks Brooklyn an. In den 1970er Jahren entschieden sie sich jedoch, die wachsende Gemeinde in einen Ort umzusiedeln, der zwar nicht weit vom Geschäftszentrum New Yorks entfernt war, aber doch abgeschieden von den aus ihrer Sicht schlechten Einflüssen und der Sittenlosigkeit der Außenwelt. Teitelbaums Auswahl fiel auf Monroe. Das Land, auf dem Kiryas Joel gegründet werden sollte, wurde 1977 erworben, und 14 Familien der Satmar ließen sich hier nieder. Als Rabbi Teitelbaum 1979 starb, war er der Erste, der auf dem örtlichen Friedhof beigesetzt wurde. Seine Beisetzung zog mehr als 100.000 Trauernde nach Kiryas Joel.
Teitelbaums Name (deutsch: Dattelbaum) lebt sowohl im Namen der Gemeinde Palm Tree als auch in ihrem Wappen weiter. Der von den Bürgern in beiden Gemeindeteilen gewünschten Abspaltung waren erheblichen Spannungen vorausgegangen, die zum Wunsch nach einer rechtlichen und finanziellen Trennung führten. Damit wollten beide Seiten zu einem gedeihlichen Nebeneinander zurückfinden.